# Joe Lapchick
Joseph B. „Joe“ Lapchick (* 12. April 1900 in Yonkers, New York; † 10. August 1970 in Monticello, New York) war ein US-amerikanischer Basketballspieler und -trainer. Er ist bekannt durch seine Zeit bei den Original Celtics und den Cleveland Rosenblums in den 1920er und 1930er Jahren. Lapchick gilt als der erste echte Big Man des Basketballs; trotz seiner (für die damalige Zeit) riesigen 1,96 m war er ungewöhnlich agil. Nach seiner aktiven Karriere trainierte er mehrere Profimannschaften sowie die Mannschaft der St. John’s University. Zwischen 1951 und 1953 führte Lapchick die New York Knicks dreimal in Folge in die NBA Finals, unterlag dabei allerdings jedes Mal.
Lapchick wurde 1966 in die Naismith Memorial Basketball Hall of Fame aufgenommen. Im Alter von 70 Jahren starb er an einem Herzinfarkt. Der in seinem Namen verliehene Joe Lapchick Character Award verlangt von seinen Preisträgern jene unbestechlichen Charakterqualitäten, die auch Lapchick selbst auszeichneten.